# Joachim Oppenheim
Joachim (Chajim) Oppenheim (29. září 1832, Ivančice – 27. dubna 1891, Berlín) moravský byl rabín a spisovatel.

## Život
Joachim Heinrich (Chajim) Oppenheim se narodil v rodině ivančického rabína Bernharda Jissachara Ber Oppenheima (1791–1859).
Nejdříve jej vyučoval Jissachar Ber Oppenheim, ivančický rabín, později se Joachim Oppenheim přestěhoval do Brna, kde navštěvoval gymnázium (1849–1853), pak nastoupil na univerzitu ve Vídni (židovská literatura, fyzika a matematika), ve studiu Talmudu pokračoval pod vedením rabína Lazara Horowitze. Studia ukončil roku 1857, nastoupil po svém bratru Davidovi na rabinát v Jemnici roku 1858 a po otci na ivančický rabinát roku 1860. Roku 1858 se oženil s Helenou Punde pocházející z Lipníka nad Bečvou. Roku 1868 byl povolán do tehdy pruské Toruně. Tamější rabínský úřad zastával až do své smrti, která ho postihla v Berlíně, kde podstoupil chirurgický zákrok.
Oženil se Helenou Pundeovou (1839–1929), s níž měl syn Bertholda (1867–1942), pozdějšího rabína olomouckého.

## Dílo
Z jeho publikační činnosti jsou známa pouze dvě kázání vydaná roku 1862 ve Vídní. Kromě toho publikoval v četných židovských vědeckých časopisech (např. Frankelův Monatsschrift, Sonnescheinův Homiletische Monatsschrift, Kobakův Jeschurun, Ha-Maggid, Ha-Karmel, Ha-Shahar, Bet Talmud). Napsal též dějiny Mišny (Toledot ha-Mishna), které vyšly ve druhém svazku Bet Talmud, ale také samostatně v Bratislavě roku 1882. Popularizoval výsledky bádání o klínovém písmu v židovské literatuře.

## Jeho knihovna
V Moravské zemské knihovně v Brně se nachází sedm exemplářů hebrejských tisků (šest z 18. a jeden z 19. století), které patřily do knihovny Joachima Oppenheima. Svědčí o tom razítko otištěné na titulních stranách knih: Dr. J. Oppenheim Rabbiner Thorn.